# 17 prairial
17 floréal 17 messidor
Le septidi 17 prairial, officiellement dénommé jour du sureau, est le 257e jour de l'année du calendrier républicain.
C'était généralement le 5e jour du mois de juin dans le calendrier grégorien.